# Elección al Senado de los Estados Unidos en Massachusetts de 2020
La Elección al Senado de los Estados Unidos en Massachusetts de 2020 se llevaron a cabo el 3 de noviembre de 2020 para elegir a un miembro del Senado de los Estados Unidos para representar al Estado de Massachusetts, al mismo tiempo que las elecciones presidenciales de los Estados Unidos de 2020, así como las elecciones al Senado de los Estados Unidos en otros estados. Elecciones a la Cámara de Representantes de los Estados Unidos y varias elecciones estatales y locales. El 1 de septiembre, el senador en ejercicio Ed Markey derrotó al representante estadounidense Joe Kennedy III en una primaria competitiva por la nominación demócrata y Kevin O'Connor derrotó a Shiva Ayyadurai por la nominación republicana.

## Elección general

### Predicciones
| Fuente                | Clasificación | As of                  |
| --------------------- | ------------- | ---------------------- |
| Cook Political Report | Sólido        | 29 de octubre de 2020  |
| Inside Elections      | Sólido        | 28 de octubre de 2020  |
| Sabato's Crystal Ball | Sólido        | 2 de noviembre de 2020 |
| 270toWin              | Sólido        | 2 de noviembre de 2020 |
| Político              | Sólido        | 2 de noviembre de 2020 |

### Encuestas
| Fuente de la encuesta  | Fecha(s) de realización     | Tamaño de muestra | Margen de error | Ed Markey (D) | Kevin O'Connor (R) | Otro Indecisos |
| ---------------------- | --------------------------- | ----------------- | --------------- | ------------- | ------------------ | -------------- |
| MassInc                | 23-30 de octubre de 2020    | 929 (LV)          | –               | 60%           | 29%                | 6%             |
| YouGov/UMass Amherst   | 14-21 de octubre de 2020    | 713 (LV)          | –               | 65%           | 26%                | 9%             |
| Remington Research (R) | 16-17 de septiembre de 2020 | 907 (LV)          | ± 3.3%          | 50%           | 40%                | 10%            |

#### Encuesta hipotética
con Charlie Baker
| Fuente de la encuesta | Fecha(s) de realización | Tamaño de muestra | Margen de error | Ed Markey (D) | Charlie Baker (R) | Otro Indecisos |
| --------------------- | ----------------------- | ----------------- | --------------- | ------------- | ----------------- | -------------- |
| Change Research       | 23-25 de agosto de 2019 | 1,008 (RV)        | ± 3.1%          | 44%           | 45%               | –              |

| Fuente de la encuesta | Fecha(s) de realización | Tamaño de muestra | Margen de error | Shannon Liss-Riordan (D) | Charlie Baker (R) | Otro Indecisos |
| --------------------- | ----------------------- | ----------------- | --------------- | ------------------------ | ----------------- | -------------- |
| Change Research       | 23-25 de agosto de 2019 | 1,008 (RV)        | ± 3.1%          | 35%                      | 54%               | –              |

| Fuente de la encuesta | Fecha(s) de realización | Tamaño de muestra | Margen de error | Joe Kennedy III (D) | Charlie Baker (R) | Otro Indecisos |
| --------------------- | ----------------------- | ----------------- | --------------- | ------------------- | ----------------- | -------------- |
| Change Research       | 23-25 de agosto de 2019 | 1,008 (RV)        | ± 3.1%          | 49%                 | 41%               | –              |

| Fuente de la encuesta | Fecha(s) de realización | Tamaño de muestra | Margen de error | Steve Pemberton (D) | Charlie Baker (R) | Otro Indecisos |
| --------------------- | ----------------------- | ----------------- | --------------- | ------------------- | ----------------- | -------------- |
| Change Research       | 23-25 de agosto de 2019 | 1,008 (RV)        | ± 3.1%          | 31%                 | 56%               | –              |

### Resultados
| Elección al Senado de los Estados Unidos en Massachusetts de 2020 | Elección al Senado de los Estados Unidos en Massachusetts de 2020 | Elección al Senado de los Estados Unidos en Massachusetts de 2020 | Elección al Senado de los Estados Unidos en Massachusetts de 2020 | Elección al Senado de los Estados Unidos en Massachusetts de 2020 | Elección al Senado de los Estados Unidos en Massachusetts de 2020 |
| Partido                                                           | Partido                                                           | Candidato/a                                                       | Votos                                                             | %                                                                 |                                                                   |
| ----------------------------------------------------------------- | ----------------------------------------------------------------- | ----------------------------------------------------------------- | ----------------------------------------------------------------- | ----------------------------------------------------------------- | ----------------------------------------------------------------- |
|                                                                   | Demócrata                                                         | Ed Markey (titular)                                               | 2,357,809                                                         | 66.15%                                                            |                                                                   |
|                                                                   | Republicano                                                       | Kevin O'Connor                                                    | 1,177,765                                                         | 33.05%                                                            |                                                                   |
| Total                                                             | Total                                                             | Total                                                             | 3,564,136                                                         | 100.0%                                                            |                                                                   |
| Margen de victoria                                                | Margen de victoria                                                | Margen de victoria                                                | 1,180,044                                                         | 33.1%                                                             |                                                                   |
|                                                                   | Control Demócrata                                                 |                                                                   |                                                                   |                                                                   |                                                                   |